# Sito (inżynieria środowiska)

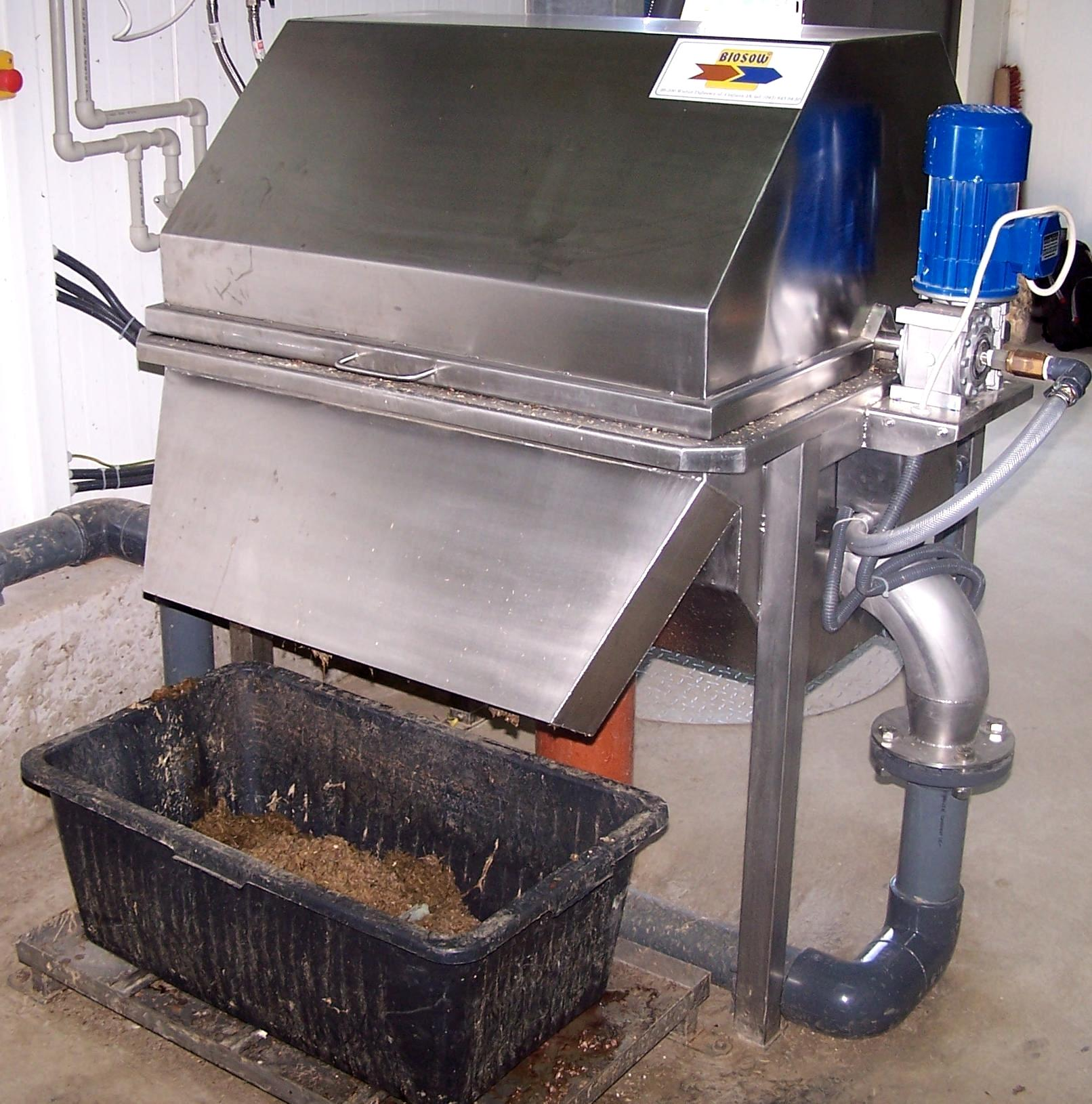
Obrotowe sito skratkowe – szczelina 2 mm, wyposażone w system samoczyszczenia (dysze z gorącą wodą). Praca w ubojni koni i bydła

Sito – urządzenie służące do oddzielania ciał stałych ze ścieków. Sita stosowane są jako drugi element (po kratach) w ciągu oczyszczania mechanicznego i separują zanieczyszczenia średniej wielkości.
Ze względu na wielkość prześwitu różnicujemy:
- < 0,1 mm – sita gęste
- 0,1-1,5  mm – sita średnie
- > 1,5 mm – sita rzadkie